# Marek József
Marek József (Vágszerdahely, 1868. március 18. – Budapest, 1952. szeptember 7.) Kossuth-díjas állatorvos, a Magyar Tudományos Akadémia rendes, majd tiszteleti tagja. A 20. század első felének iskolateremtő állatorvosa volt, pályatársával, Hutÿra Ferenccel együtt a magyarországi állatorvos-tudomány legkiemelkedőbb, nemzetközileg is elismert tudós- és szerzőpárosát alkották. Az állatorvosi belgyógyászat területén nevéhez fűződik több emésztő- és légzőszervi megbetegedés, neurológiai elváltozás, anyagcserezavarra visszavezethető állatbetegség – Marek-betegség, májmételykór, kergekór, angolkór stb. – élettani hátterének feltárása, diagnosztikájának és klinikai gyógymódjának kidolgozása. Az Állatorvosi Főiskola belgyógyászati tanszéke és belklinikája élén töltött harmincnégy esztendő (1901–1935) alatt intézményét világszerte elismert állatorvosképző tanintézetté és tudományos műhellyé, klinikai és állategészségügyi ellátóhellyé fejlesztette.

## Életútja
A gimnázium első hét osztályát Eperjesen, a nyolcadikat Nagyszombatban végezte 1888-ban. Állatorvosi oklevelét 1892-ben szerezte meg a budapesti Állatorvosi Akadémián, többek között Thanhoffer Lajos, Nádaskay Béla és Hutÿra Ferenc tanítványaként. 1892–1893-ban Vágújhelyen folytatott állatorvosi magánpraxist, majd Nyitra vármegye ideiglenes törvényhatósági állatorvosává nevezték ki. 1894-ben tiszti-állatorvosi vizsgát tett. 1895-től a kőbányai Állat-egészségügyi Hivatal laboratóriumát vezette. 1897-ben nevezték ki az Állatorvosi Akadémia (1899-től Magyar Királyi Állatorvosi Főiskola) klinikai segédtanárává, ugyanakkor 1897–1898-ban Bernben képezte tovább magát, aminek lezárultával bölcsészdoktori oklevelet szerzett. Ezt követő rövid tanulmányútja során meglátogatott néhány nyugat-európai állatorvosképző intézetet, majd három hónapig belgyógyászati diagnosztikai előadásokat hallgatott a Bécsi Egyetemen.
Hazatérése után folytatta az oktatómunkát az Állatorvosi Főiskolán. Hutÿra Ferenc, az iskola rektora Marek tehetségét felismerve, rábízta a nem fertőző eredetű állatbetegségek oktatását és kutatását, az ehhez kapcsolódó klinikai gyakorlat kiépítését. Így 1899-ben a belorvostan segédtanára lett az Állatorvosi Főiskolán, 1901-től 1935-ig pedig a belgyógyászati tanszéken oktatott tanszékvezető nyilvános rendes egyetemi tanári címmel, egyidejűleg a főiskola belgyógyászati klinikájának és ambulatóriumának (állatorvosi rendelőintézetének) alapító igazgatói tisztét is betöltötte. 1913–1914-ben a tanintézet prorektora volt. 1934-ben az Állatorvosi Főiskolát önállóságától megfosztották, törvényileg a József Nádor Műszaki és Gazdaságtudományi Egyetem mezőgazdasági karának állatorvosi osztálya lett. Az évtizedek óta az intézményben folyó oktatási, tudományos, klinikai és állategészségügyi munka színvonaláért és elismertetéséért küzdő Marek tiltakozásul lemondott katedrájáról, és 1935-ben nyugalomba vonult.
Oktatói pályája lezárulását követően is végzett kutatómunkát a kőbányai Phylaxia Szérumtermelő Rt. telephelyein, továbbá ellátta közéleti és szakmai feladatait. Már 1927-től póttagja, 1934–1935-ben pedig tagja volt a felsőháznak. 1924-től tagja volt az Országos Magyar Gazdasági Egyesület igazgatóválasztmányának, 1926-tól részt vett az Országos Gazdasági Szakoktatási Tanács, 1935-től az Országos Természettudományi Tanács munkájában, 1938-tól 1946-ig pedig az Országos Állategészségügyi Tanács elnöke volt.

## Munkássága
Az állatorvosi belgyógyászat, a belorvosi diagnosztika iskolateremtő alakja volt. Munkásságának legnagyobb jelentősége, hogy több, korábban tisztázatlan eredetű tünetegyüttes kóroktanát és kórélettani hátterét feltárva leírt számos elkülöníthető kórképű betegséget, kidolgozta diagnosztikai módszereiket, átfogó kórisméjüket és klinikai gyógymódjukat. Behatóan foglalkozott a klasszikus sertéspestis, a lovak emésztőszervi megbetegedései, takonykórja, tenyészbénasága, kevésvérűsége, a szarvasmarhák tőgygümőkórja, a juhok májmételykórja és kergekórja, az állati angolkór kóroktanával és terápiájával.
Még kőbányai laborvezetőként végezte el a sertéspestisben elhullt állatok átfogó kórszövettani vizsgálatát, és adta közzé eredményeit, amelyekkel jelentősen hozzájárult Hutÿra Ferenc sertéspestissel kapcsolatos kutatásainak sikeréhez. A lovak emésztőszervi, kólikás megbetegedéseit vizsgálva elkülönítette egymástól a bélfelfúvódás, a bélsárpangás, a bélcsavarodás, a heveny gyomortágulás és sok más bélgyulladásos betegség kórisméjét, felismerte a bélfodri verőerek elzáródásának vastagbélfal-elhalással járó kórtani következményeit. A gyomortágulat kezelésére 1906-ban kifejlesztette, és bevezette a lovak gyomrának kiürítését elősegítő gyomorcsövet (Marek-szonda), a vastagbélben lokalizált bélsárpangás megszüntetésére alkalmas beöntőműszert, a tamponátort, valamint kollégáival műtéti módszert dolgozott ki a lovak bélcsavarodásának sebészi kezelésére. Ugyancsak jelentős eredményeket ért el főként a lovak légzőszervi megbetegedéseinek klinikumában. Felismerte a beteg állaton tapasztalható légzési zörejek kórélettani hátterét, tökéletesítette a diagnosztikai hallgatózás és kopogtatás módszerét. Kifejlesztette az orr- és gégetükrözésre alkalmas rinolaringoszkópot, amely ma is használatban van az állatorvosi diagnosztikában, valamint a lovak légzacskójának vizsgálatát lehetővé tevő endoszkópot. Mindemellett leírta a lótakonykór diagnosztikai eljárásainak protokollját is (pl. malleines szempróba).
Tudományos érdeklődését foglalkoztatták a háziállatok neurológiai betegségei, az idegrendszer rendellenes működésére visszavezethető kórképek is. Az általa meghonosított elektrodiagnosztikai módszerekkel meghatározta a vázizomzat mozgatóidegeinek ingerlési pontjait, s kísérletei során egyebek mellett kimutatta, hogy a lovak Trypanosoma equiperdum okozta tenyészbénasága nem a gerincvelő elváltozásaira, hanem a környéki idegsejtekben lezajlott gyulladásra vezethető vissza. Ugyanezzel a szemlélettel vette vizsgálat alá a juhok kergekórját, s kidolgozta a betegségért felelős Taenia multiceps hólyagférgek agyvelőbeli lokalizálásának módszerét, valamint a féreghólyag eltávolításának műtéti eljárását. Az Aujeszky-kórban szenvedő állatok idegrendszerének kórszövettani vizsgálatát elvégezve kimutatta, hogy a kórt előidéző vírus a nyúltvelőt támadja meg. A neurológiai eredetű állatbetegségek diagnosztikája terén elért legjelentősebb eredménye a karcinogén (daganatkeltő) vírus okozta fertőző tyúkbénaság (neurolimphomatosis gallinarum) felismerése és kórszövettani, anatómiai leírása volt (1907). A kórt ma világszerte Marek-betegség néven ismerik, s e felismerésének köszönhetően a daganatok víruseredetének kutatása terén is úttörő jelentőséget tulajdonítanak Marek munkásságának.
A juhok korábban nagy arányú állatelhullással járó májmételykórjának gyógyítására kikísérletezett, majd az 1950-es évekig világszerte alkalmazott készítménye, a filicinalapú Distol nem csupán az ő nevét tette ismertté, de a gyártást elindító Chinoin gyár hírnevét is öregbítette. Az anyagcserezavarra visszavezethető kóros elváltozásokra irányuló kutatásainak súlyponti eleme az angolkór és a csontlágyulás vizsgálata volt. Marek szakított azzal a korábban dívó nézettel, hogy az emberi és állati angolkór kórélettani háttere alapvetően eltérő, és a humánklinikai tapasztalatokat felhasználva vizsgálta a betegség hátterét. Wellmann Oszkárral és Urbányi Lászlóval közösen laboratóriumi kísérletek eredményeként megállapították, hogy a kór nem a D-vitamin-hiányra (ahogy korábban feltételezték), hanem a szervezet mész- és foszforsavforgalmának zavarára, azaz a zsír- és fehérjedús takarmányozásra és a mozgáshiányra vezethető vissza. A kórt megelőzendő állatfajonként meghatározták az ásványisó-bevitel optimális mennyiségét és arányát, és ennek figyelembevételével kidolgozták a jószágonkénti takarmányszükséglet alkáliföldfém-tartalmát (alkalitás). Két évtizeden át tartó kutatási eredményeiket az 1930-as években publikálták, s takarmányozási táblázataik alkalmazásával a mezőgazdasági szektor világszerte sikeresen felülkerekedett az angolkórjárványokon. Korábban említett, kiemelkedően jelentős kutatásai mellett tanulmányozta a háziállatok bőrbetegségeit (pl. rühösség), de foglalkoztatták az állatpszichológia egyes kérdései, az állatok lelki jelenségeinek élettani háttere is.
Több mint három évtizeden át, 1901-től 1935-ig volt a budapesti állatorvosi belgyógyászati klinika vezetője, amelyet nemzetközi hírű intézménnyé, tudományos műhellyé fejlesztett, s a korszerű belgyógyászati oktatásnak köszönhetően kiváló állatorvosok nemzedékei kerültek ki a Marek-iskolából. Az 1910-es években külföldről is kapott ajánlatokat, felkínálták számára a Bécsi Egyetem és a Brnói Egyetem tanszékvezetői, 1923-ban pedig az isztambuli állatorvosi főiskola rektori posztját, de Marek mindahány felkérést visszautasította.
Az önállóan vagy Hutÿrával közösen írt szakkönyvek nemzetközi elismerést hoztak számára. Állatorvosi belgyógyászat című alapvetésüket tizenegy, Spezielle Pathologie… című kézikönyvüket pedig hat idegen nyelvre fordították le (német, angol, orosz, lengyel, olasz, spanyol, török, kínai stb.), már első kiadásában is közel ezeroldalas Klinikai diagnosztikáját a maga korában világszerte a legjobb áttekintésnek tartották. Pályája során írt tanulmányainak száma meghaladja a százat, az Állatorvosi Lapokban rendszeresen publikált, de német és francia szaklapok számára is küldött tanulmányokat.

### Társasági tagságai és elismerései
1918-ban a Magyar Tudományos Akadémia levelező, 1938-ban rendes tagjává választották. 1940-től 1946-ig igazgatósági tag volt, 1942-ben pedig beválasztották a tiszteleti tagok sorába, de az Akadémia 1949-es átszervezésekor rendes taggá minősítették vissza. 1940-től 1945-ig az Akadémia III. Mathematikai és Természettudományi Osztályának, 1949-től 1952-ig IV. Biológiai és Agrártudományi Osztályának munkáját irányította elnökként. 1918-tól rendes tagja volt a Szent István Akadémiának, tiszteletbeli tagja a Magyar Országos Állatorvos Egyesületnek és a Magyar Dermatológiai Társulatnak. Több külföldi tudományos társaság, így például a Leopoldina Német Természettudományos Akadémia és a Francia Állatorvos-tudományi Akadémia (1952) levelező tagja volt, s tiszteleti tagsággal ismerték el munkásságát az amerikai, angol, finn, francia, görög, jugoszláv és svéd nemzeti állatorvos-tudományi társaságok.
Munkássága elismeréseként 1931-ben Balassa János-díjjal tüntették ki. A májmételykór és az angolkór megelőzésére, diagnózisára és gyógyítására alkalmas eljárások kidolgozásáért 1949-ben megkapta a Kossuth-díj arany fokozatát. Ezek mellett birtokosa volt a Ferenc József-rend tisztikeresztjének (1916) és a Magyar Érdemkereszt második osztályának (1936).
Számos egyetem avatta díszdoktorává, így például belföldön a József Nádor Műszaki és Gazdaságtudományi Egyetem, a Magyar Agrártudományi Egyetem (1948), külföldön az Utrechti Egyetem (1921), a Lipcsei Egyetem (1930), a Szófiai Ohridi Szent Kelemen Egyetem és a Hannoveri Állatorvosi Főiskola.

## Főbb művei
- Klinikai diagnosztika. Budapest: (kiadó nélkül). 1902.
- Állatorvosi belgyógyászat I–III. 2. teljesen átd. kiad. Budapest: Pátria. 1904.   (Hutÿra Ferenccel)
- Spezielle Pathologie und Therapie der Haustiere, I–II. Jena: Gustav Fischer. 1905–1906.   (Hutÿra Ferenccel)
- Lehrbuch der klinischen Diagnostik der inneren Krankheiten der Haustiere. Jena: (kiadó nélkül). 1912.
- Über die Digitalistherapie. Hannover: (kiadó nélkül). 1915.
- A takonykór megállapítása biológiai eljárásokkal, különösen a malleines szempróbával. Budapest: (kiadó nélkül). 1915.
- Die Leberegelkrankenheit. Berlin: (kiadó nélkül). 1916.
- Die orientalische Rinderpest. Jena: (kiadó nélkül). 1916.  (Hutÿra Ferenccel)
- A mételykór és annak orvoslása. Budapest: (kiadó nélkül). 1916.
- A lovak rühösségének gyógyítása. Budapest: (kiadó nélkül). 1917.
- A lovak fertőző kevésvérűsége. Budapest: (kiadó nélkül). 1921.
- Klinikai diagnosztika. Budapest: (kiadó nélkül). 1928.
- A Magyar Tudományos Akadémia és az orvosi tudományok fejlődése az utolsó száz év alatt. Budapest: Magyar Tudományos Akadémia. 1926.
- A rhachitis oktani, anyagforgalmi, kórfejlődéstani, kórbonctani és klinikai vonatkozásaiban I–II: Kísérletes és összehasonlító tanulmány. Budapest: (kiadó nélkül). 1930–1932.   (Wellmann Oszkárral)
- A kalcium, a magnézium és a foszfor felszívódása és kiválasztása […] az emésztőcső szakaszaiban. Budapest: (kiadó nélkül). 1935.   (Wellmann Oszkárral és Urbányi Lászlóval)
- Spezielle Pathologie und Therapie der Haustiere I–II. Jena: (kiadó nélkül). 1938.  (Hutÿra Ferenccel és Manninger Rezsővel)
- Ásványi anyagforgalmi zavarok kiváltotta csontbántalmak. Budapest: (kiadó nélkül). 1938.

## Emlékezete

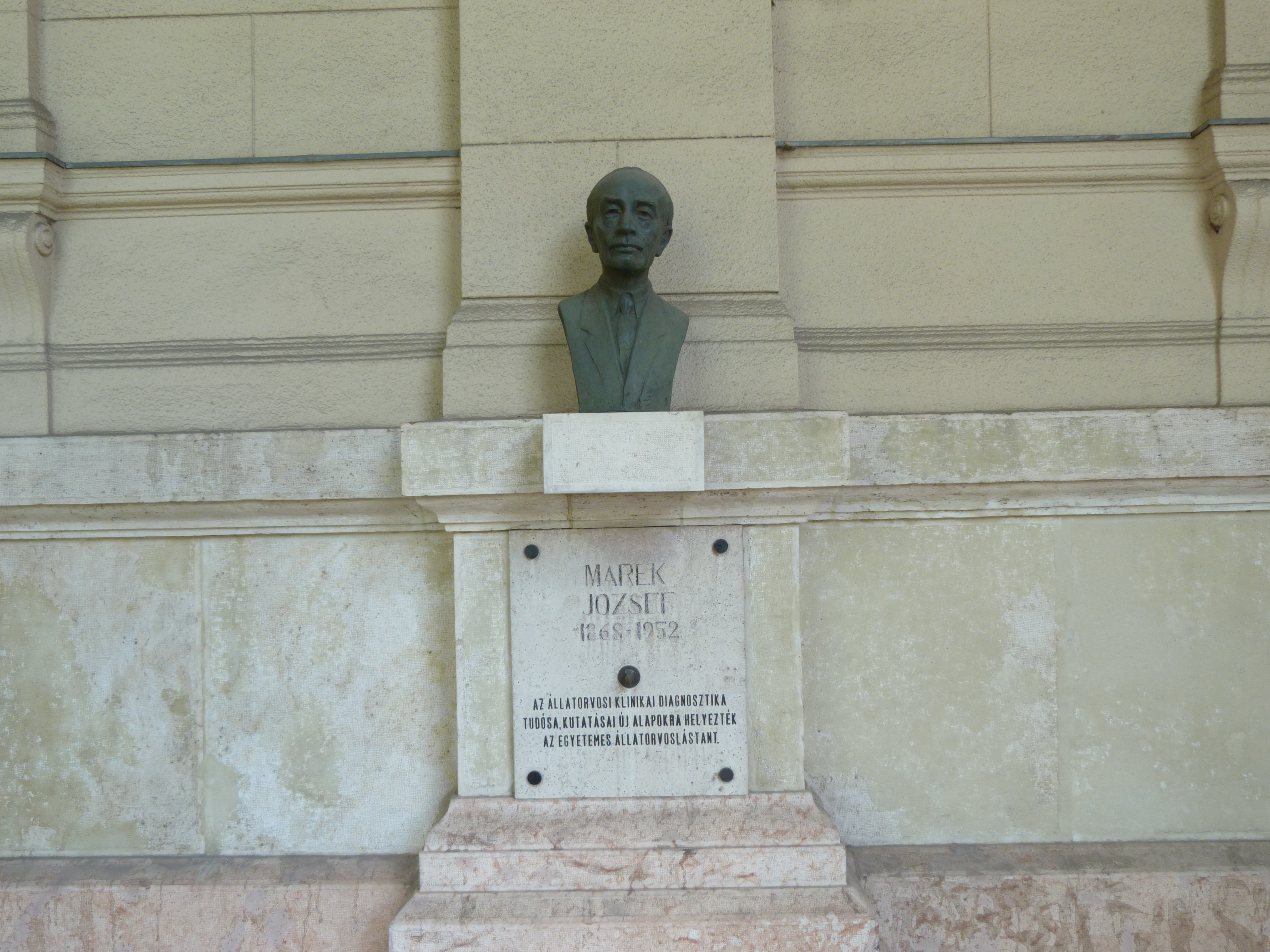
Marek József mellszobra a Kossuth téren

Budapest VII. kerületében 1958 óta nevét viseli a korábbi Elemér utca, az Állatorvostudományi Egyetem parkjában pedig szobor őrzi emlékét (Medgyessy Ferenc alkotása, 1954). Nevét viselte a Mohácson azóta már bezárt mezőgazdasági szakközépiskola. A volt iskolában jelenleg működő állategészségügyi laboratórium – tisztelegve az iskola és állatorvos névadójának emléke előtt – szintén az ő nevét viseli. A Duna menti városban 1975 óta (ifj. Szabó István műve), a földművelésügyi minisztérium Kossuth téri épületének árkádsorában 1978 óta áll mellszobra (Englert Judit alkotása). Tiszteletére és életműve emlékezetéül az Állatorvostudományi Egyetem 1974-ben Marek József-emlékérmet alapított. Komáromban 1981-ben szintén utcát kapott, és ugyanekkor leplezték le mészkő emlékdomborművét, Madarassy Walter alkotását, amelyen „A világ állatorvosainak tanítómestere” felirat olvasható. Több mint fél évszázaddal halála után, 2007-ben a Magyar Örökség díj posztumusz kitüntetettje lett.

## További irodalom
- Mócsy János:  Marek József.  Akadémiai Értesítő,   (1952)
- Mócsy János:  Száz éve született Marek József.  Magyar Állatorvosi Lapok,   (1968)
- Szelei László:  Marek József.  Tudomány és Mezőgazdaság,   (1973)
- Honti József – Lapis Károly:  Marek-betegség: Marek József dr., a kísérletes onkológia nemzetközileg elismert úttörője.  Orvosi Hetilap,   (1977)
- Marek József életrajza a Magyar Állatorvosi Panteonban